# 苔藓琥铂螺
苔藓琥铂螺（学名：Succinea carectorum）为琥铂螺科琥珀螺属的动物，是中国的特有物种。分布于四川、湖北、长江流域一带等地，生活环境为陆地，一般栖息于湖边、河溪旁生满苔藓的石块上以及或腐殖质多湿度大处。